# Герб Находки
Герб Нахо́дкинского городского округа Приморского края Российской Федерации является официальным символом Находкинского городского округа (геральдическим оформленным отличительным знаком).
Герб Нахо́дкинского городского округа утверждён Решением № 412 Думы Находкинского городского округа от 24 июня 2005 года.

## Описание герба
«В рассечённом лазоревом (синем, голубом) и зелёном щите с червлёной (красной) главой поверх всего - вписанный золотой якорь, обвитый наподобие кадуцея парой золотых змей и сопровождённый во главе половинами расторгнутого лета того же металла».

## Описание символики герба
Щит разделен на три поля:
Верхнее поле — горизонтальный, удлинённый прямоугольник красного цвета, один из цветов государственного флага. Красный цвет — символ мужества, любви, храбрости.
Левое поле — вертикальный, удлинённый прямоугольник синего цвета. Условное море. Один из цветов государственного флага. Синий цвет — символ славы, чести, верности.
Правое поле — вертикальный, удлинённый прямоугольник зелёного цвета, условно тайга. 
зелёный цвет — символ свободы, надежды. На щите гербового поля размещён кадуцей (две скрещённые змеи — символ мудрости, бдительности; крылышки Гермеса (Меркурия) — символ вестей и торговли, символизируют роль Находки как крупного торгового города).
Якорь — символ порта и мореходства.

## История герба

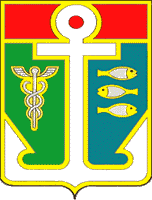
Герб города Находки 1973 года

Первый герб Находки был утверждён решением № 591 исполкома городского Совета депутатов трудящихся 4 октября 1973 год.
Герб имел следующее описание:«Щит рассечён зеленью и лазурью, глава червлёная. Поверх линий сечения положен серебряный якорь. В левом поле серебряный кадуцей, в правом три серебряные рыбы».
Авторы герба - В. А. Белов и Г. М. Сенченко.
Следующий герб Находки был разработан в 1994 году Владимиром Беловым (одним из авторов первого герба). Постановление мэра города Находка от 31 июля 1997 года герб был утверждён вместе с первым флагом Находки.
В Положении герб описывался следующим образом: 
«Герб города - порта Находка представляет собой: Щит - основное гербовое поле. Прямоугольник, близкий к квадрату, с сердцевидным заострением внизу. Эта форма «французского щита» наиболее распространена в гербах Российских городов, начиная с XVIII века.
Щит разделен на три поля:
а) верхнее поле - горизонтальный, удлинённый прямоугольник красного цвета, один из цветов государственного флага. Красный цвет - символ мужества, любви, храбрости.
б) левое поле - вертикальный, удлинённый прямоугольник зелёного цвета. Условно тайга. Зелёный цвет - символ свободы, надежды.
в) правое поле - вертикальный, удлинённый прямоугольник синего цвета. Условное море. Один из цветов государственного флага. Синий цвет- символ славы, чести, верности.
На щите гербового поля размещён основной символ кадуцей (лат. - парламентер).
Якорь - символ порта и мореходства.
Две скрещённые змеи - символ мудрости, бдительности.
Дополняющий кадуцей - крылышки Гермеса (Меркурия) бога вестей и торговли
В некоторых случаях герб обрамлён растительным орнаментом. Над гербом - лента белого цвета, один из цветов государственного флага. Белый цвет - символ мира, покоя, чистых помыслов. На ленте размещён девиз - „Все флаги в гости ...“, который соответствует городу - порту в свободной экономической зоне».
22 сентября 2000 постановлением мэра города Находки № 1537 было принято новое Положение о гербе города Находки, которое впоследствии утверждено решением Думы города Находка Приморского края от 11 октября 2000 № 244..
При создании герба были учтены законы геральдики и международной символики.
В новом Положении описание герба было изменено и звучало таким образом: 
"В рассечённом лазоревом (синем, голубом) и зелёном щите с червленой (красной) главой поверх всего - вписанный золотой якорь, обвитый наподобие падуцея парой золотых змей и сопровожденный во главе половинами расторгнутого лета того же металла".
Описание символики повторяло толкование герба (2000 года) и практически осталось без изменения, но вариант внешнего обрамления герба с лентами и девизом был исключён.
В 2004 году в результате муниципальной реформы был образован Находкинский городской округ..
24 июня 2005 года, решением Думы Находкинского городского округа № 410, предыдущее положение было признано утратившим силу и, решением Думы Находкинского городского округа было утверждено новое положение о гербе города. Кроме того, левое и правое поле герба поменялись цветами — теперь левое стало синим, а правое зелёным.
Описание герба Находкинского городского округа и его символики повторяло описания герба Находки (Положение о гербе 2000 года), но уже применительно к округу.
Герб Находкинского городского округа подлежит внесению в Государственный геральдический регистр Российской Федерации.